# Mallampalli -Ryagadahalli, Bangarapet
Mallampalli -Ryagadahalli là một làng thuộc tehsil Bangarapet, huyện Kolar, bang Karnataka, Ấn Độ.